# Hiến chương 08
Hiến chương 08 (zh. 零八宪章, Língbā Xiànzhāng) là một tuyên ngôn đầu tiên có chữ ký của hơn 350 trí thức và nhà hoạt động nhân quyền Trung Quốc nhằm thúc đẩy cải cách chính trị và dân chủ trong nước Cộng hòa Nhân dân Trung Hoa.:
| “ | "Một trăm năm đã trôi qua kể từ khi hiến pháp đầu tiên của Trung Quốc được viết. Năm 2008, kỷ niệm 60 năm bản Tuyên ngôn Quốc tế Nhân quyền, lần thứ 30 việc thành lập tường dân chủ ở Bắc Kinh và lần thứ 10, người Trung Quốc đã ký kết Công ước Quốc tế về các Quyền Dân sự và Chính trị. Sắp tới là ngày kỷ niệm 20 năm của vụ thảm sát Thiên An Môn năm 1989 tới các sinh viên biểu tình đòi dân chủ. Nhân dân Trung Quốc, những người đã phải chịu đựng những thảm họa nhân quyền và vô số các chiến đấu trong những năm này, hiện nay có nhiều người thấy rõ rằng tự do, bình đẳng và nhân quyền là những giá trị phổ quát của nhân loại và dân chủ và chính phủ hợp hiến, là một khuôn khổ cơ bản cho việc bảo vệ các giá trị này. | ” |

Bản Tuyên ngôn đã được phát hành vào ngày 10 tháng 12 năm 2008, kỷ niệm 60 năm của Tuyên ngôn Nhân quyền Thế giới, áp dụng tên và phong cách từ Hiến chương 77 chống lại chế độ Cộng sản do những người bất đồng chính kiến ở Tiệp Khắc xuất bản. Kể từ khi được phát hành, hơn 8.100 người bên trong và ngoài Trung Quốc đã ký vào bản Tuyên ngôn này.
Một trong những tác giả của Hiến chương 08, nhà văn Lưu Hiểu Ba, đã được trao giải Nobel Hòa bình vào năm 2010.

## Nội dung
Nhiều chữ ký ban đầu là công dân nổi tiếng trong và ngoài chính phủ, bao gồm cả các luật sư, một blogger Tây Tạng, tên là Woeser; và Bào Đồng, một cựu quan chức cấp cao của Đảng Cộng sản Trung Quốc. Tất cả họ đều phải đối mặt với nguy cơ bị bắt giữ và tù đày. Hiến chương kêu gọi 19 thay đổi để cải thiện nhân quyền tại Trung Quốc, bao gồm một hệ thống pháp lý độc lập, tự do lập hội và loại bỏ các chế độ độc đảng. "Tất cả các loại xung đột xã hội đã không ngừng tích lũy và cảm xúc của sự bất mãn đã tăng liên tục, "Hiến chương viết. "Hệ thống hiện tại đã trở nên quá lạc hậu đến mức thay đổi là không thể tránh khỏi. "Trung Quốc là nước duy nhất có quyền lực lớn trên thế giới vẫn giữ chế độ toàn trị vi phạm quyền con người, hiến chương tuyên bố. "Thực trạng này phải thay đổi!! Cải cách Chính trị dân chủ không thể trì hoãn lâu hơn nữa".
Các nội dung chính bản hiến chương:
1. Sửa đổi Hiến pháp;
2. Phân quyền;
3. Dân chủ lập hiến;
4. Tư pháp độc lập;
5. Kiểm soát xã hội đối với công chức;
6. Bảo đảm quyền con người;
7. Bầu cử các quan chức trong bộ máy công;
8. Bình đẳng Nông thôn - Thành thị;
9. Tự do lập hội;
10. Tự do hội họp;
11. Tự do ngôn luận;
12. Tự do tôn giáo;
13. Giáo dục toàn dân;
14. Bảo vệ quyền sở hữu tư nhân;
15. Cải cách Tài chính và thuế;
16. An sinh xã hội;
17. Bảo vệ môi trường;
18. Chế độ Cộng hòa liên bang;
19. Hoà giải dân tộc.[7]

Đoạn mở đầu của Hiến chương tuyên bố:
| “                | Năm nay là năm thứ 100 của Hiến pháp đầu tiên của Trung Quốc, ngày kỷ niệm 60 năm Tuyên ngôn Nhân quyền, kỷ niệm 30 năm ngày sinh của Bức tường Dân chủ, và 10 năm kể từ khi Trung Quốc đã ký các Công ước Quốc tế về các Quyền Dân sự và Chính trị. Sau khi trải qua một thời gian dài của thảm họa và đấu tranh dai dẳng về nhân quyền, quần chúng nhân dân Trung Quốc đã thức tỉnh đang ngày càng nhận ra rõ ràng hơn rằng tự do, bình đẳng, và nhân quyền là những giá trị phổ quát chung được chia sẻ bởi toàn thể nhân loại, và nền dân chủ, một nước cộng hòa, và hiến tạo thành cấu trúc khung cơ bản của quản trị hiện đại. Sự tước đoạt "hiện đại" những giá trị phổ quát và cơ bản này là một quá trình tước đi quyền sống của con người, bào mòn bản chất con người, và hủy hoại phẩm giá con người. Trung Quốc sẽ đi về đâu trong thế kỷ 21? Tiếp tục "hiện đại hóa" theo kiểu của chế độ độc tài? Hoặc công nhận giá trị phổ quát, hoà nhập vào nền văn minh chung, và xây dựng một hệ thống dân chủ? Đây là một quyết định không thể tránh được. | ” |
| — Hiến chương 08 | |   |

## Phản ứng

### Từ Chính phủ Trung Quốc
Chính phủ Trung Quốc đã công khai tuyên bố rất ít về Hiến chương 08. Vào ngày 8 tháng 12 năm 2008, hai ngày trước Lễ kỷ niệm 60 năm Liên Hợp Quốc thông qua Tuyên ngôn Nhân quyền, Lưu Hiểu Ba đã bị cảnh sát bắt giữ, vài giờ trước khi bản Hiến chương được phát tán mạng. Ông đã bị tạm giữ và sau đó bị bắt giam ngày 23 tháng 6 năm 2009, với tội danh "nghi ngờ khích động lật đổ quyền lực nhà nước."  Một số người đoạt giải Nobel đã viết thư cho Chủ tịch nước Hồ Cẩm Đào yêu cầu thả tự do cho ông. Để đáp lại, Chính phủ Trung Quốc cố gắng để trấn áp phong trào bất đồng chính kiến: ít nhất 70 trong số 303 người ký tên ban đầu của nó đã được triệu tập hoặc bị thẩm vấn bởi cảnh sát trong khi phương tiện truyền thông trong nước đã bị cấm phỏng vấn bất cứ ai những người đã ký vào hiến chương này. Cảnh sát cũng đã truy tìm hoặc hỏi cung một nhà báo, Li Datong, và hai luật sư, mặc dù họ không bị bắt. Phương tiện truyền thông nhà nước đã bị cấm đưa tin về Bản tuyên ngôn này. Một trang web phổ biến trong giới hoạt động nhân quyền, bullog.cn, mà có liên quan tới Hiến chương, đã bị đóng cửa. Vào ngày 25 tháng 12 năm 2009, Lưu Hiểu Ba đã bị kết án 11 năm tù về tội danh "kích động lật đổ nhà nước".
Ngày 8 tháng 10 năm 2010, ông được trao giải Nobel Hòa bình "cho cuộc đấu tranh lâu dài và không bạo lực của mình cho các quyền cơ bản của con người ở Trung Quốc".

### Từ Quốc tế
Một số chính phủ ngoại quốc, trong đó có Hoa Kỳ, Đức , và Đài Loan  đã lên án việc Chính phủ Trung Quốc trấn áp những người ủng hộ Hiến chương 08 cũng như ca ngợi Hiến chương 08. Báo chí quốc tế nói chung nói về Hiến chương 08 rất tích cực, và các tổ chức phi chính phủ quốc tế cũng hỗ trợ thông điệp phát ra từ Hiến chương. Một số nhân vật quốc tế khác, bao gồm cả Đạt Lai Lạt Ma, cũng lên tiếng ủng hộ của họ và sự ngưỡng mộ đối với Hiến chương 08. Nghệ sĩ ShawNshawN miêu tả một bức tranh khổ rộng 90 x 30 inch về 19 yêu cầu của Hiến chương.